# Ernst von Neresheim
Ernst von Neresheim (* in Dillingen an der Donau; † 1096 in Mekka) soll einer frühneuzeitlichen Überlieferung der Abtei Neresheim zufolge der erste Abt des Klosters gewesen sein. Er galt den dortigen Mönchen als Heiliger und Märtyrer (Gedenktag: vermutlich 13. Juli). Nach Paulus Weißenberger (1962) handelt es sich dabei jedoch entweder um eine Verwechslung mit dem heiligen Ernst von Zwiefalten oder sogar um einen Versuch, durch die Übernahme der Tradition der Abtei Zwiefaltens dieser den Rang abzulaufen.

## Die Überlieferung
Laut der Überlieferung des Klosters war Ernst aus dem Hause Dillingen der erste Abt des Klosters bei seiner Gründung im Jahr 1095. Er nahm am ersten Kreuzzug teil und soll 1096 bei Korozain in Syrien von Muslimen umgebracht worden sein, wobei man ihm die Eingeweide aus dem Leibe wand.

## Zum Hintergrund
Das Kloster Neresheim wurde im Jahr 1095 durch Stiftung des Grafen Hartmann von Dillingen als Chorherrenstift gegründet und die Gründung durch eine päpstliche Bulle Urbans II. bestätigt. Doch weder in dieser Bulle noch in späteren Schriften findet sich ein Abt Ernst aus dem Hause Dillingen. Erst im 16. Jahrhundert existieren zwei voneinander abhängige Chroniken, die einen ersten Vorsteher mit dem Namen Ernst kennen, ohne jedoch ein Martyrium zu erwähnen. Auch andere Quellen kennen diesen „Abt“, ohne sein Martyrium zu erwähnen. Erst im 18. Jahrhundert dürfte sich die Verehrung und die Überlieferung aus dem gut bezeugten Martyrium des Ernst von Zwiefalten entwickelt haben. Somit ist Ernst von Neresheim „keine historische Persönlichkeit, sondern nur eine Gestalt der Legende“.

## Darstellung
In der Klosterkirche Neresheim stellt Martin Knoller ihn auf dem Deckenfresko mit Haspel und Winde dar.